# 眼斑擬冰杜父魚
眼斑擬冰杜父魚，為輻鰭魚綱鮋形目杜父魚亞目杜父魚科的其中一種。分布於東太平洋區的美國加州海域，屬底棲魚類，深度約水深227公尺，體長可達18公分。

## 扩展阅读
維基物種上的相關：眼斑擬冰杜父魚